# Len Hopkins
Pour les articles homonymes, voir Hopkins.
Leonard Donald "Len" Hopkins (12 juin 1930-6 février 2007) est un homme politique canadien de l'Ontario. Il est député fédéral libéral de la circonscription ontarienne de Renfrew-Nord et Renfrew-Nord—Nipissing-Est de 1965 à 1979 et de Renfrew—Nipissing—Pembroke de 1979 à 1997.

## Biographie
Né à Argyle (aujourd'hui Kawartha Lakes) en Ontario, Hopkins étudie à l'Université Ryerson, à l'Université de Nipissing et à l'Université Queen's où il reçoit un B.A., ainsi qu'un certificat d'enseignant de l'Ontario College of Education (en) de l'Université de Toronto. Enseignant et directeur d'école, Hopkins entame une carrière publique en tant que conseiller du conseil du canton de Petawawa de 1963 à 1965.
Élu député fédéral en 1965 et réélu en 1968 dans Renfrew-Nord, ainsi qu'en 1972 et 1974 dans Renfrew-Nord—Nipissing-Est, il l'est à nouveau en 1979, 1980, 1984, 1988 et 1993 dans Renfrew—Nipissing—Pembroke.
Durant sa carrière parlementaire, il sert de secrétaire parlementaire du ministre des Ressources naturelles, Donald Stovel Macdonald, de 1972 à 1975 et du ministre de la défense en 1984. Il combat également son propre parti sur l'idée d'établir un registre canadien des armes à feu.
Hopkins meurt à l'Institut de cardiologie de l'Université d'Ottawa (en) à l'âge de 76 ans. Ayant précédemment subit plusieurs attaques cardiaques, sa mort est attribuée à une pneumonie.